# Newbury (Ontario)
Newbury es un pueblo canadiense situado en la provincia de Ontario.

## Superficie
Newbury tiene una superficie de 1,77 km².

## Demografía
En 2021, tenía 440 habitantes, una densidad poblacional de 248,6 hab./km², y 195 viviendas.